# Ptolemaios (Sohn des Dorymenes)
Ptolemaios (altgriechisch Πτολεμαῖος), Sohn des Dorymenes, war ein Statthalter der Seleukiden im 2. Jahrhundert v. Chr.
Ptolemaios amtierte unter König Antiochos IV. (175–164 v. Chr.) als Statthalter (strategos) in Koilesyrien und Phönizien, wohl als Amtsnachfolger des Apollonios, Sohn des Menestheos. In seinem Amt deckte er die Veruntreuungen des Tempelschatzes von Jerusalem durch den Hohepriester Menelaos auf, was den allgemeinen Unmut der Juden gegen die Seleukidenherrschaft zusätzlich nährte, der sich schließlich 165 v. Chr. im Aufstand der Makkabäer entlud. Während der König 165 v. Chr. einen Feldzug in den asiatischen Osten plante, hatte er seinen Hofminister Lysias mit der Niederschlagung des Aufstandes beauftragt. Dieser wiederum sandte Ptolemaios und die zwei Feldherrn Gorgias und Nikanor mit 40.000 Infanteristen und 7000 Kavalleristen gegen Judas Makkabäus aus, von dem sie aber im Spätsommer 165 v. Chr. bei Emmaus besiegt wurden.
Noch im Jahr der Niederlage wurde Ptolemaios seines Postens enthoben und durch Ptolemaios Makron ersetzt.